# Korejské vertikální odpalovací zařízení
Korejské vertikální odpalovací zařízení (anglicky Korean Vertical Launching System, zkráceně KVLS) je jihokorejské vertikální odpalovací zařízení, jehož jediným uživatelem je Námořnictvo Korejské republiky. Hanwha Defense vyvíjí novější verzi KVLS-II.

## Popis
V silech může být umístěno několik typů střel s různým účelem. Systém je určen pro rakety země-vzduch KM-SAM, protiponorkové raketové torpéda Hong Sang Eo, protilodní střely SSM-700K Hae Song a střely s plochou dráhou letu Hyunmoo III.

## Uživatelé
- Jižní Korea - vrtulníková výsadková loď Marado (LPH-6112), torpédoborce třídy Čchungmukong I Sun-sin, torpédoborce třídy Tchedžo Veliký, tankové výsadkové lodě třídy Cheon Wang Bong, fregaty třídy Tegu, minonosky třídy Nampcho a ponorky třídy Dosan Ahn Chang-ho